# Rybactwo śródlądowe

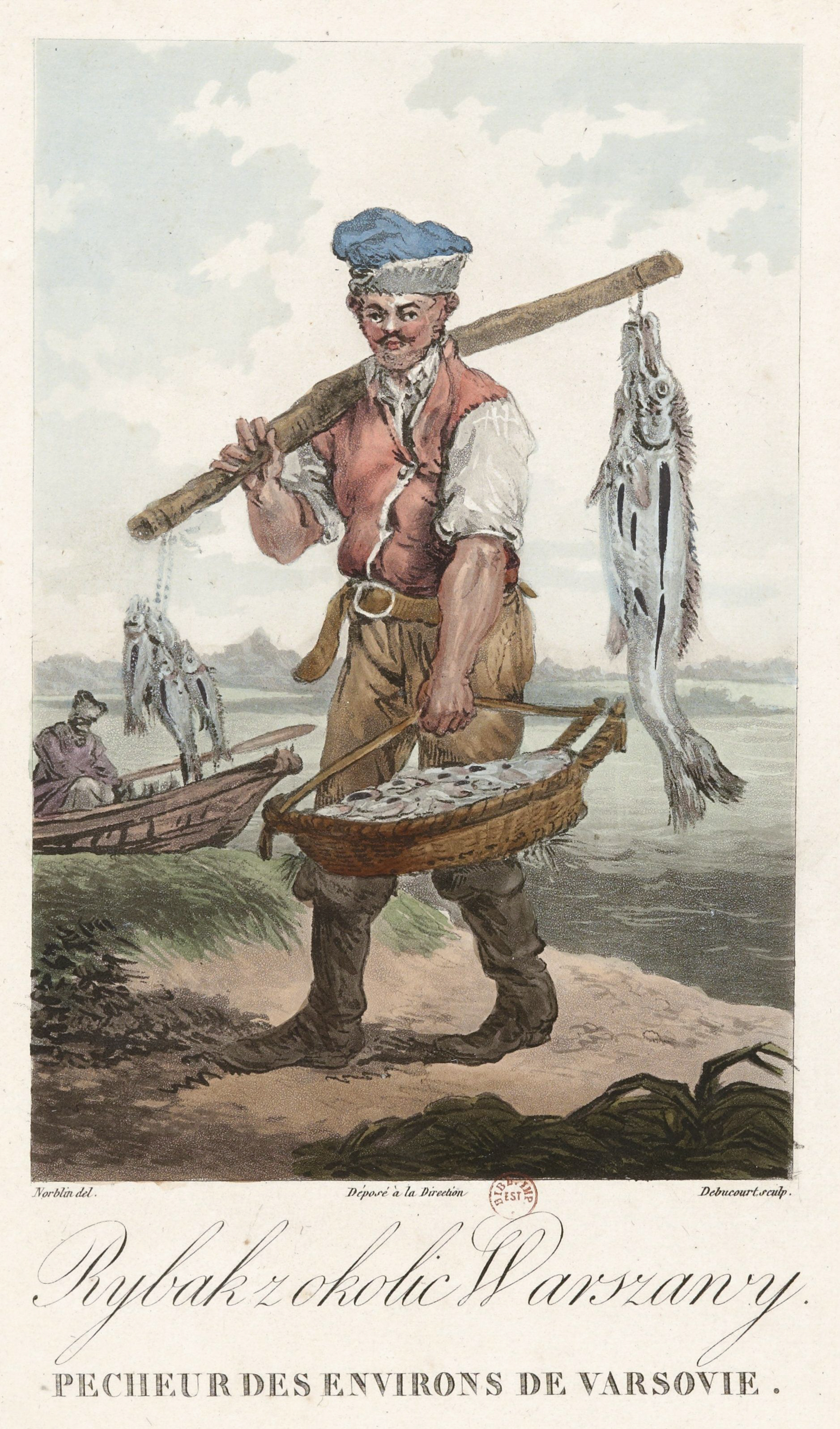
"Rybak z okolic Warszawy" - przedstawiony na XVIII-wiecznym rysunku Jana Norblina

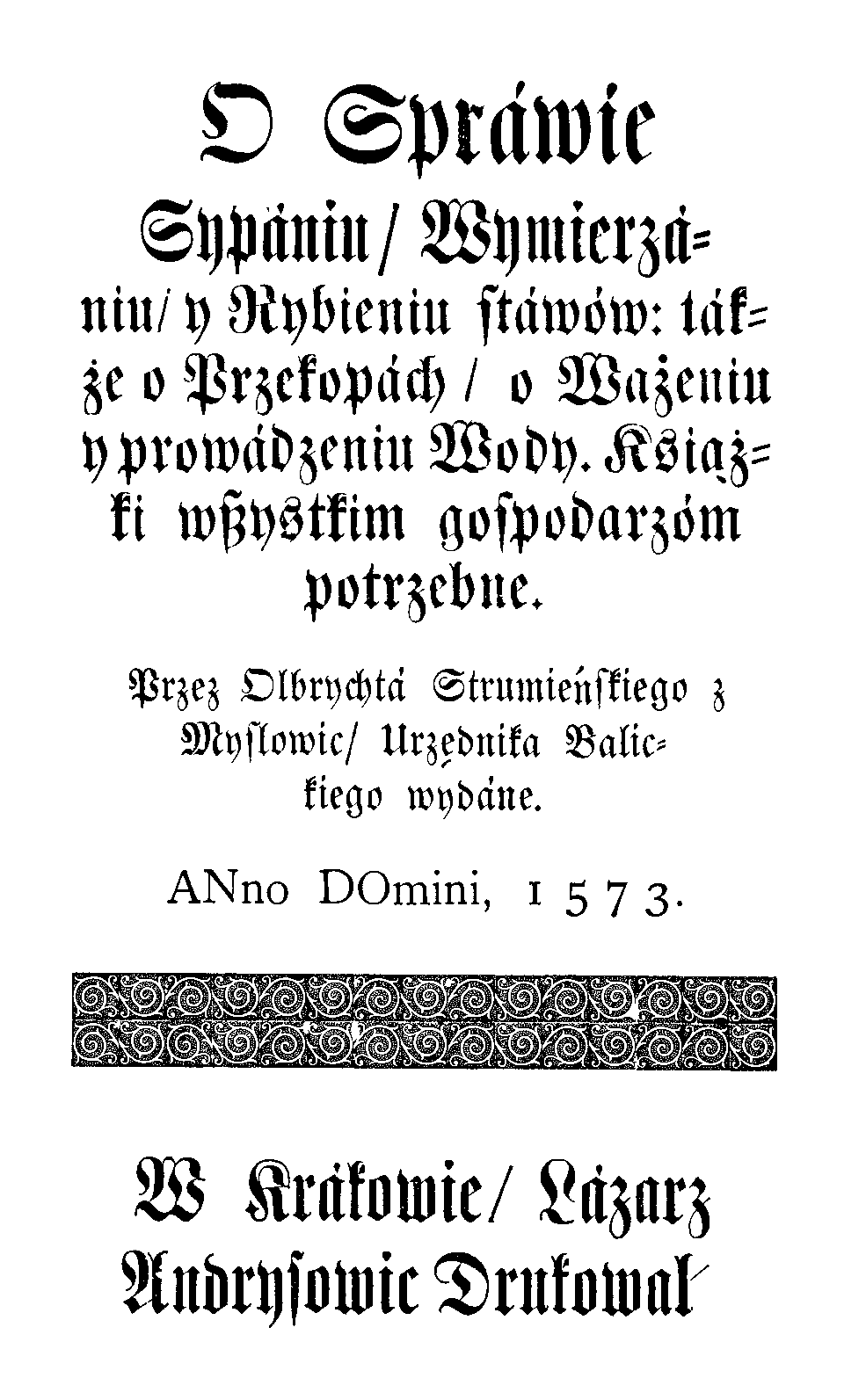
Strona tytułowa dzieła Olbrychta Strumieńskiego O sprawie, sypaniu, wymierzaniu i rybieniu stawów" z 1573 roku reprint z 1897.

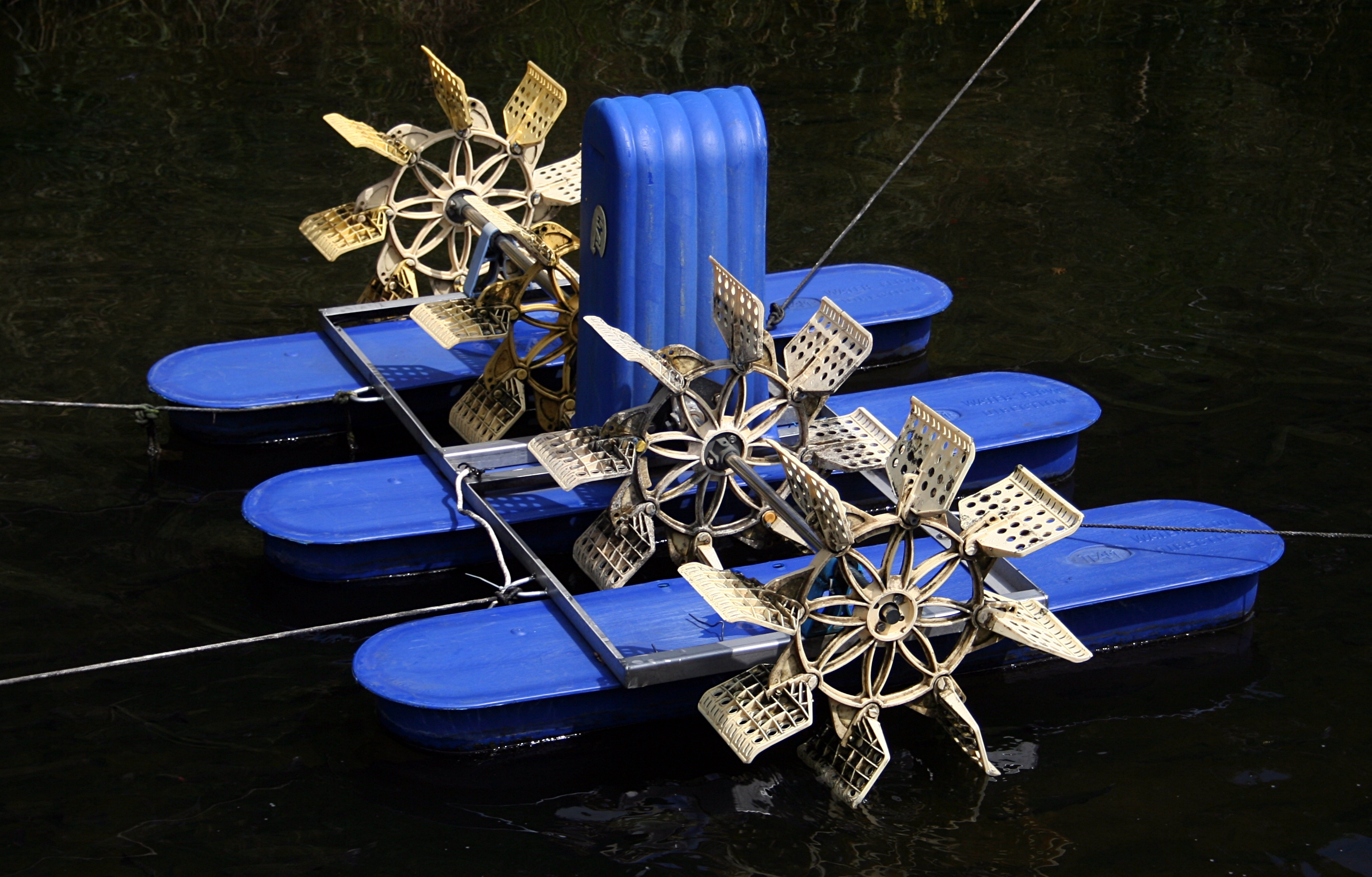
Napowietrzacz używany przy hodowli pstrąga, w stawie na terenie Zaborskiego Parku Krajobrazowego

Rybactwo śródlądowe – gałąź gospodarki obejmująca chów, hodowlę organizmów wodnych i pozyskiwanie ryb ze sztucznych zbiorników wodnych, rzek i jezior (rybactwo profesjonalne oraz wędkarstwo), a także zagospodarowaniem i eksploatacją zasobów rybnych rzek i jezior.

## Historia
Pierwsze dzieło o hodowli ryb w języku polskim pt. "O sprawie, sypaniu, wymierzaniu i rybieniu stawów, także o przekopach o ważeniu i prowadzeniu wody" opublikował w 1573 roku w Krakowie polski pisarz Olbrycht Strumieński  .

## Cele
Zabiegi gospodarcze rybactwa śródlądowego mają na celu:
- zwiększenie populacji wartościowych i pożądanych gatunków ryb;
- ochronę ryb;
- regulowanie liczebności i składu gatunkowego ryb w zbiornikach wodnych;
- wprowadzanie gatunków nowych, zanikających lub wymarłych (zarybianie, restytucja);
- zapobieganie chorobom ryb i ich zwalczanie.

## Ośrodki naukowe
W Polsce głównymi ośrodkami naukowymi zajmującymi się rybactwem śródlądowym są:
- Zakład Biologii Wód PAN w Krakowie, obecnie połączony z Instytutem Ochrony Przyrody PAN
- Instytut Rybactwa Śródlądowego w Olsztynie
- Uniwersytet Warmińsko-Mazurski w Olsztynie
- Wydział Nauk o Żywności i Rybactwa - Zachodniopomorski Uniwersytet Technologiczny w Szczecinie
- Uniwersytet Przyrodniczy (dawniej Akademia Rolnicza) we Wrocławiu - Zakład Limnologii i Rybactwa
- Zakład Biologii Gamet i Zarodka - Instytut Rozrodu Zwierząt i Badań Żywności PAN w Olsztynie